# 464743 Stanislavkomarek
464743 Stanislavkomarek este o planetă minoră (asteroid) din Mars-crossing asteroid⁠(d). A fost descoperită pe 6 august 2003 la Observatorul Kleť de Miloš Tichý⁠(d). 
Obiectul prezintă o orbită caracterizată de o semiaxă mare de 2,2251720043612 UAi, o excentricitate de 0,26750055543875, o înclinație de 7,6124053542961 ° în raport cu ecliptica.